# Міжнародний день праці
Міжнародний день праці — свято, що відзначається в 143 країнах (зокрема, в Україні) 1 травня.

## Історія

Святкування Першого травня чи Дня солідарності трудящих у країнах світу:
День праці припадає на 1 травня
Інше державне свято 1-го травня
Відсутнє свято 1-го травня, але є День праці іншої дати
Немає ані свята 1-го травня, ані Дня праці

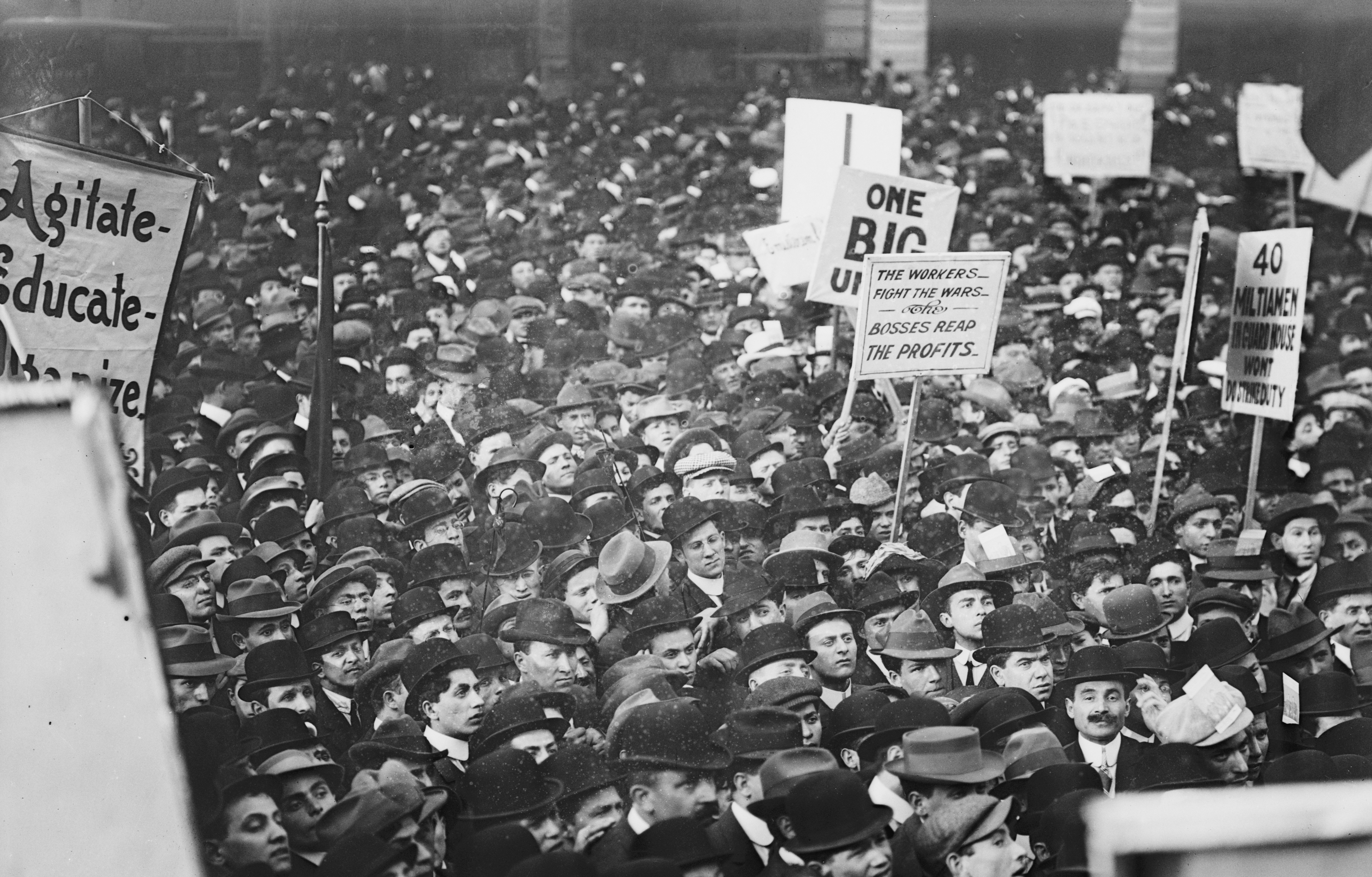
Мітинг соціалістів на Юніон-сквер в Нью-Йорку 1 травня 1912 року

Святкування є знаком пам'яті про робітничі протести в Чикаго, які почалися 1 травня 1886 року. Того дня сотні тисяч робітників найбільших промислових центрів США вимагали впровадження 8-годинного робочого дня. Протести тривали й у наступні дні. 4 травня на площі Геймаркет невідомі кинули бомбу в лави поліцейських. Загинуло 7, постраждали ще до 50 поліцейських.
Хоча головною причиною перших страйків у країні була мізерна заробітна плата, вимогами робітників були також питання коротшого робочого дня та право на створення робітничих організацій. Згодом, в умовах сталого зростання тривалості робочого дня (іноді досягала 15—20 год на день), вимога його скорочення стала визначальною.
Страйки 1877 року, в яких брали участь десятки тисяч залізничників і металургів, придушила влада. Проте вже на початку 1880-х років вони розгорнулися з новою силою, при цьому мали здебільшого мирний характер.
1886 року кількість робітників, що безпосередньо брали участь у боротьбі за 8-годинний робочий день, досягла 500 000. Центром руху за скорочення робочого дня був Чикаго. 1 травня того року до протестів трудівників Чикаго приєдналися робітники Нью-Йорка, Балтимора, Вашингтона, Мілвокі, Цинциннаті, Пітсбурга, Детройта тощо. Проте демонстрацію зірвали працедавці та представники влади, які сподівалися приглушити робітничий рух, знищивши його лідерів. Цей день став апогеєм боротьби за 8-годинний робочий день.
4 травня відбулася демонстрація на площі Геймаркет як протест проти поліцейської розправи над мітингарями 3 травня, коли загинули 6 робітників, багатьох поранили. Демонстрація була мирною і вже добігала свого завершення, коли невідомі кинули бомбу в лави поліціянтів: загинули 7, постраждали до 50-ти. Поліція почала стріляти, загинули 4 страйкарів. Вона заарештувала анархістів — робітничих лідерів Чикаго. Вісьмох звинуватили у причетності до вибуху й засудили до страти на шибениці. Пізніше трьом із них замінили смертний вирок на 15 років каторги, інших стратили 11 листопада 1887 року[джерело?].
1888 — з'їзд Американської федерації праці в Сент-Луїсі оголосив 1 травня Днем загальнонаціональної боротьби за права робітників.
14 липня 1889 року — на II (Паризькому) конгресі II Інтернаціоналу після доповіді американських делегатів про робітничий рух у США було ухвалене рішення про організацію «інтернаціональної демонстрації, коли у всіх країнах і містах в один визначений день маси трудівників вийдуть на вулиці з вимогою офіційного скорочення робочого дня до 8 годин». Днем для проведення демонстрації було обрано 1 травня (в пам'ять про травневі події 1886 року в Чикаго).
1890 — Міжнародний день солідарності трудящих уперше відзначили в багатьох країнах світу (зокрема, в Галичині) — масовими мітингами, демонстраціями та страйками. У Відні, Празі, Кракові, Львові, Будапешті та багатьох інших містах Європи й Америки першотравневі заходи пройшло спокійно, у Парижі, Мілані, Турині дійшло до сутичок з поліцією та сотень заарештованих, а в Барселоні від жандармського обстрілу робітничої маніфестації загинуло кільканадцять осіб.
З середини 1890-х років на травневих демонстраціях почали проголошувати вимоги покращення життєвих умов, заклики до міжнародної солідарності й боротьби проти мілітаризму та війни.
У радянських умовах першотравневі демонстрації набули офіціозно-політичного характеру — на відміну від західних країн, де вони перетворилися в карнавальні дійства.

## Перше травня в інших країнах
1 травня офіційно відзначають як національне свято Австрія, Албанія, Алжир, Аргентина, Вірменія, Аруба, Бангладеш, Білорусь, Бельгія, Болгарія, Болівія, Боснія і Герцеговина, Бразилія, Венесуела, В'єтнам, Гватемала, Німеччина, Греція, Гондурас, Гонконг, Домініканська Республіка, Єгипет, Замбія, Зімбабве, Індія, Йорданія, Ірак, Ісландія, Іспанія, Італія, Казахстан, Камерун, Кенія, Киргизстан, Китай, Північна Корея, Колумбія, Коста-Рика, Кот-д'Івуар, Куба, Латвія, Ліван, Литва, Люксембург, Маврикій, Малайзія, Мальта, Марокко, Мексика, Молдова, М'янма, Непал, Нігерія, Норвегія, Пакистан, Панама, Парагвай, Перу, Польща, Португалія, Республіка Гаїті, Республіка Кіпр, Республіка Корея, Російська Федерація, Румунія, Сальвадор, Північна Македонія, Сербія, Сінгапур, Сирія, Словаччина, Словенія, Таїланд, Туреччина, Угорщина, Україна, Уругвай, Філіппіни, Фінляндія, Франція, Хорватія, Чилі, Чорногорія, Чехія, Швеція, Шрі-Ланка, Еквадор, Естонія, ПАР.

### Іспанія
В Іспанії перший День трудящих (Día del Trabajador) відзначався в 1889 році, але став державним святом лише з початком Другої іспанської республіки у 1931 році. Згодом він був заборонений режимом Франко в 1937 році. Наступного року було прийнято рішення про проведення «Fiesta de la Exaltación del Trabajo», або Фестивалю праці, 18 липня, в річницю франкістського військового перевороту. Після смерті Франциско Франко у 1975 році та переходу до демократії, перші великі мітинги 1 травня знову почалися в 1977 році. Він був знову запроваджений як державне свято в 1978 році. Зазвичай мирні демонстрації та паради відбуваються у великих і малих містах. 

### Фінляндія
1 травня — День Праці в багатьох країнах, у тому числі у Фінляндії. Для фінів це і шанс відзначити прихід весни. Крім того, з цією датою пов'язані численні веселі студентські традиції. Насправді майже кожен бере участь у дії — Першотравень і вечір напередодні являють собою найбільшу вечірку року. Люди скидають пил зі своїх білих кашкетів випускників гімназії і учасники вечірки різного віку збираються в парках на пікнік.
Першотравень, традиційне свято студентів і робітників, — це зустріч довгоочікуваної весни. Святкування починається ще напередодні Першого травня о шостій годині вечора, коли студенти миють статую німфи Хавіс Амандана на Ринковій площі Гельсінкі та надягають на неї головний убір абітурієнтів — прикрашений значком ліри білий кашкет з чорним козирком. Студенти одягаються в комбінезони, за кольором яких видно, хто на якому факультеті навчається. Незалежно від погоди день Першого травня зазвичай проводять на пікніку з друзями. Політичні партії організують першотравневі марші, в яких, проте, з кожним роком стає все менше учасників.
Характерними елементами першотравневого столу є «Сіма» — напій, приготований з лимона, темного цукру, дріжджів і води, а також печиво-хмиз.

### Україна
В Україні День робітничої солідарності вперше відзначили у Львові — 1890 року. На схід від Збруча це вперше сталося 1900 року. День Праці також був державним святом і неробочим днем в Українській Народній Республіці. У 2017 році Верховна Рада України внесла зміни до статті 73 Кодексу законів про працю України, відповідно до яких «День міжнародної солідарності трудящих» було перейменовано на «День праці».
Цей день є символом захисту трудових прав. В Україні врегулювання колективних трудових спорів належить до компетенції Національної служби посередництва та примирення (НСПП). Служба у своїй діяльності керується, зокрема, рекомендаціями Міжнародна організація праці. Окрім захисту трудових прав НСПП використовує альтернативні способи врегулювання спорів, наприклад, медіацію.
Згідно з даними дослідження Київського міжнародного інституту соціології (КМІС) у лютому 2024 року, 4 % українців святкує День праці як найбільш популярне свято (Різдво Христове — 70 %, Великдень — 68 % та Новий рік — 47 %). Ставлення до Дня праці з 2010 до 2021 суттєво не змінилося, адже це було одне з найменш популярних свят: тільки 12 % українців у 2010 і стільки ж у 2021 вважали його найбільш важливим чи улюбленим. З 2021 до 2024 кількість прихильників цього свята впала до 4 % і це зараз найменш улюблене свято серед українців.

### Казахстан
1995 року Президент Казахстану Нурсултан Назарбаєв підписав указ про призначення 1 травня — днем єдності народу Казахстану, скасувавши таким чином свято «День праці», яке відзначалось до того щорічно 1 травня.

### Таджикистан
У листопаді 2016 року парламент Таджикистану виключив 1 травня зі списку вихідних святкових днів.

### Індія
Перше святкування Першотравня в Індії було організовано в Мадрасі Партією Праці 1 травня 1923. Це був також перший раз, коли червоний прапор був піднятий в Індії. У тому ж році було прийнято резолюцію про те, що уряд має оголосити 1 травня святом.

## Галерея

Меморіальна таблиця львівської ратуші на честь демонстрації 1890 року
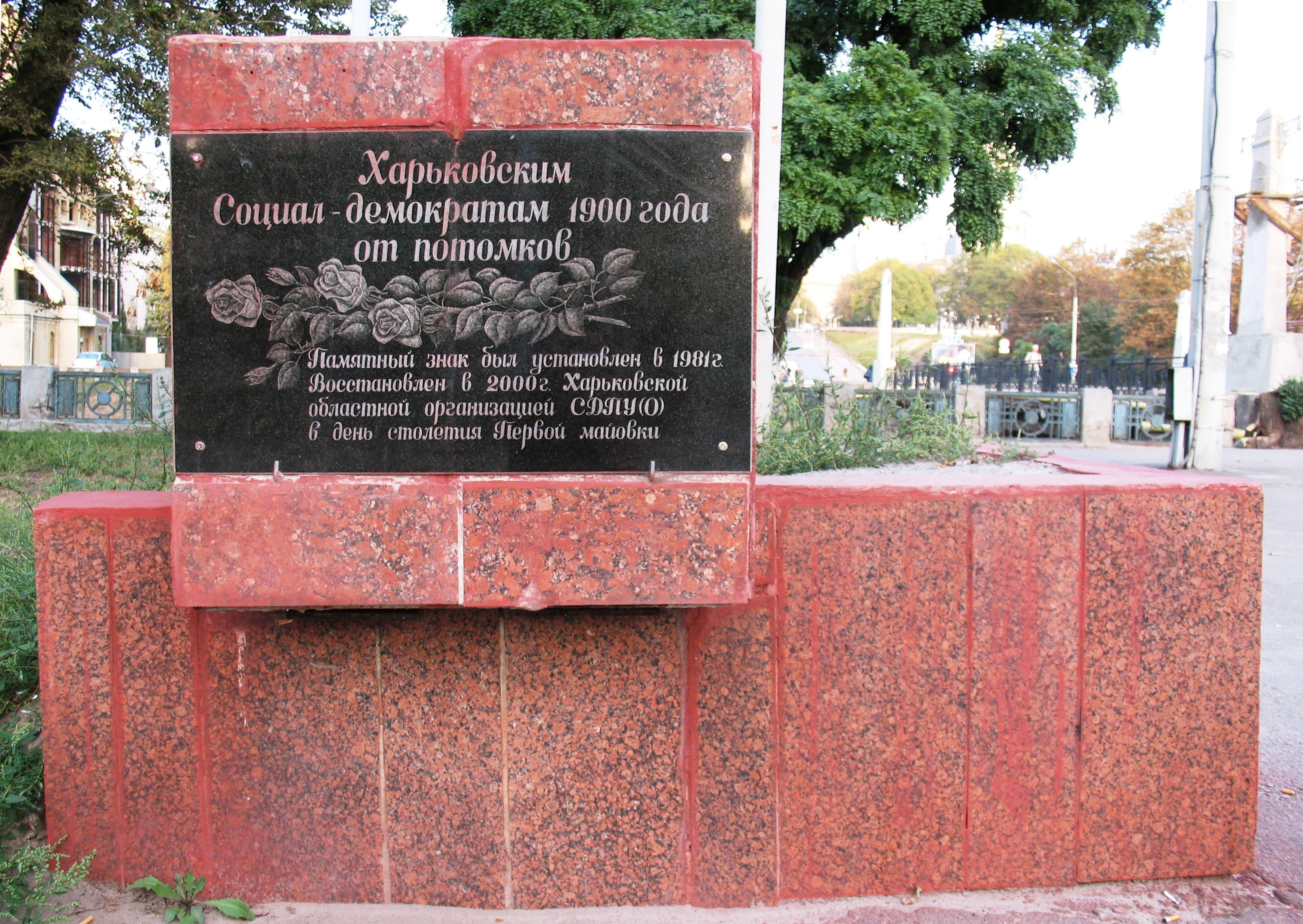
Пам'ятний знак святкування Першотравня у Харкові у 1900 році